# Бочковский, Владимир Александрович
Влади́мир Алекса́ндрович Бочко́вский (28 июня 1923 — 7 мая 1999) — советский офицер танковых войск в годы Великой Отечественной войны. Мастер танкового боя, за войну его личный счёт составил 36 бронеединиц противника, а сам горел в танке пять раз. Герой Советского Союза (1944). Генерал-лейтенант танковых войск (1977).

## Биография

### Ранние годы
Родился 28 июня 1923 года в городе Тирасполь (ныне ПМР) в семье служащего. Русский.
Учился в школе № 1 (ныне гуманитарно-математическая гимназия) Тирасполя. В 1930-х годах семья переехала в город Алупка. В 1941 году окончил десять классов средней школы № 1 города Алупки.
В Красную Армию призван в апреле 1941 года Ялтинским военкоматом. Тогда же поступил в 1-е Харьковское танковое училище.

### Участие в Великой Отечественной войне
Осенью 1941 года училище было эвакуировано в узбекский город Чирчик, а в мае 1942 года лейтенант В. А. Бочковский окончил училище. Короткое время служил командиром танка в 19-м учебном танковом полку Уральского военного округа в городе Нижний Тагил. В июне 1942 года попал на фронт Великой Отечественной войны командиром танкового взвода 11-й гвардейской танковой бригады.

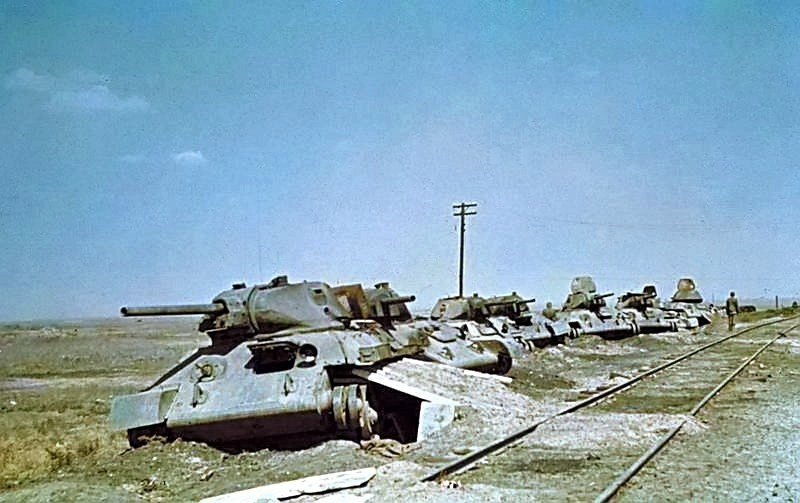
Т-34-76, брошенные при неудачной разгрузке на линии Ворошиловка-Сталинград, 21 июня 1942

Своё боевое крещение получил на Брянском фронте:

Маршевая рота эшелоном прибыла на одну из железнодорожных станций, где попала под бомбежку и одновременно под удар немецких танков. Для отражения атаки нашим танкам пришлось открыть огонь прямо с железнодорожных платформ. Прикрывая друг друга, они сползали с платформ, чтобы занять боевой порядок.
Первые несколько недель на войне навсегда впечатались в память отца. Он вспоминал, что практически жил в танке. Экипаж даже еду приносил туда. Причина была в картине, которая предстала перед его глазами после одной из атак. Увидев, что намотано на танковых гусеницах и катках, он ещё долго не мог заставить себя вылезти из боевой машины.
— А. В. Бочковский, Воспоминание об отце.
В одном из боёв 12 августа 1942 года на Брянском фронте в районе деревни Скляево был тяжело ранен в левое бедро. Раненого командира, не имевшего возможности самостоятельно выйти из боя, спас боевой товарищ сержант Виктор Фёдоров (позднее за спасение жизни офицера в бою он был награждён орденом Красного Знамени). После излечения в госпитале в г. Мичуринске вернулся на фронт осенью 1942 года и был зачислен в 1-ю гвардейскую танковую бригаду.
В её составе воевал на Калининском фронте, участвовал в операции «Марс», исполнял обязанности командира танковой роты (утверждён в должности уже в апреле 1943 года).

…зимой на Калининском фронте было очень трудно. Из-за очень снежной зимы снабжение и подвоз всех видов довольствия стали крайне затруднительными. Люди голодали и обовшивели. Доходило до того, что наша авиация сбрасывала ящики с продовольствием с бреющего полета, многие из которых так и не могли найти из-за глубокого снега. Если после удачной находки продовольствия начинала топиться полевая кухня, то на запах осторожно подходили два-три немецких солдата. В каждой руке по пять-шесть котелков. Вжимая головы в плечи и не поднимая глаз, вставали в конец очереди. Повар немцев материл, но кое-что им давал. Остальные старались на них не смотреть. Наши тоже к ним ходили, когда у немцев топилась кухня. Картина была та же.
— А. В. Бочковский, Воспоминание об отце.
21 декабря 1942 года при потере радиосвязи с ушедшими вперёд танками командир роты танков Т-34 2-го танкового батальона лейтенант В. А. Бочковский под артиллерийским и миномётным огнём дошёл пешком до деревни Верейста и, выяснив обстановку, доложил на командный пункт (КП) батальона. На следующий день ему было поручено срочно доставить питание и боеприпасы к танкистам, которые занимали позиции в районе деревень Большое и Малое Борятино. Оперативно выполнив это поручение на Т-70, он лично участвовал в разгрузке, а затем, уточнив обстановку, явился на КП с докладом. По мнению командира 2-го танкового батальона гвардии капитана Вовченко, В. А. Бочковский «во время боевых действий с 21.12.1942 и по настоящее время показал себя смелым, энергичным и инициативным командиром». За этот эпизод он был награждён своей первой наградой — медалью «За отвагу».
С 1943 года — член ВКП(б)/КПСС. Принимал активное участие в Курской битве, во время которой «за мужество и отвагу, умелое руководство ротой в бою» был награждён орденом Красного Знамени. 6 июля 1943 года в районе деревни Яковлево рота средних танков Т-34 гвардии старшего лейтенанта В. А. Бочковского противостояла наступающему противнику, который предпринимал на данном участке атаки численностью до 100 танков при массированной поддержке авиации и артиллерии. В результате на боевом счету экипажа В. А. Бочковского оказалось 3 немецких танка, а всего танкисты его роты подбили и уничтожили 16 танков противника, из которых 3 — тяжёлых танка «Тигр». Из 8 советских танковых экипажей все командиры танков погибли, кроме В. А. Бочковского. По воспоминаниям военного корреспондента Юрия Жукова, «мы встретились с Бочковским на шоссе под Обоянью в трагический час, когда он выходил из боя, везя на броне танка мёртвые тела своих друзей по танковому училищу. Тогда он показался мне совсем мальчиком, тонкошеим, с заострившимися чертами лица».
Второй раз тяжело ранен 26 декабря 1943 года.
С апреля 1944 года был заместителем командира, а с июня и до конца войны — командиром танкового батальона. В 1944—1945 годах принимал активное участие в танковых рейдах в тыл противника. За один из таких рейдов при проведении Проскуровско-Черновицкой стратегической операции, в результате которого в тылу у немцев на Днестре был освобождён и удерживался до подхода главных сил город Чортков, заместитель командира танкового батальона 1-й гвардейской танковой бригады гвардии капитан В. А. Бочковский был удостоен звания Героя Советского Союза.
21 марта 1944 года В. А. Бочковский с группой танков форсировал реку Теребна у села Романово Село и захватил плацдарм. В бою за расширение плацдарма было уничтожено 16 орудий, 4 штурмовых орудия, более двухсот автомашин. 22 марта 1944 года в районе города Теребовля Тернопольской области — три танка, пять миномётов, до пятидесяти автомашин и более взвода солдат и офицеров противника. Вскоре принимал участие в танковом рейде в Карпатах, в результате которого был освобожден город Коломыя, крупный узел железных и шоссейных дорог.
Указом Президиума Верховного Совета СССР от 26 апреля 1944 года «За образцовое выполнение боевых заданий командования и проявленные при этом мужество и героизм» гвардии капитану Владимиру Александровичу Бочковскому присвоено звание Героя Советского Союза с вручением ордена Ленина и медали «Золотая Звезда» (№ 2409).
Вновь особо отличился в ходе Висло-Одерской наступательной операции. 15 января 1945 года командиру 2-го танкового батальона гвардии капитану В. А. Бочковскому была поставлена задача прорваться в тыл противника на 75 км, и не вступая в бой, обходя опорные пункты, захватить транспортные узлы, перерезать транспортные коммуникации в тылу противника и дождаться подхода основных сил. По мнению командира 1-й гвардейской танковой бригады гвардии полковника Темника, несмотря на сильное противодействие немецкой 19-й танковой дивизии, Бочковский выполнил эту задачу блестяще. В результате операции также был освобождён город Нове-Място и форсирована речка Пилица, на берегу которой захвачен плацдарм.

С аэродрома постоянно взлетали и садились на него транспортные самолёты. На железнодорожной станции города скопилось более сорока эшелонов с различными грузами. Один из них с «тиграми». Наши танки расстреливали их прямо на платформах. Во время боя эшелоны начали движение. Отец приказал старшему лейтенанту Духову, младшему лейтенанту Бондарю и лейтенанту Большакову догнать и остановить их. Когда «тридцатьчетверки» на максимальной скорости догнали головной эшелон, механик-водитель из экипажа Бондаря вывел танк на насыпь и боком аккуратно толкнул шедший полным ходом паровоз. Паровоз накренился и упал на противоположную сторону. За ним с грохотом полетели и вагоны со всем содержимым. Все остальные эшелоны вынуждены были остановиться. Враг не ушёл. Наверное, это единственный в истории пример, когда танк таранил паровоз и остался без повреждений.
— А. В. Бочковский, Воспоминание об отце.
За этот эпизод был представлен ко второй звезде Героя Советского Союза, но по предложению командования 1-й гвардейской танковой армией был награждён орденом Суворова III степени (17 февраля 1945).
На Зееловских высотах получил своё последнее и самое тяжёлое ранение — в живот. Из госпиталя вышел только осенью 1945 года. Всего за годы войны был ранен шесть раз, из них четыре тяжёлых и два лёгких ранения. Кроме того, получил три тяжёлых контузии, перенёс семнадцать операций.
За войну пять раз горел. Его личный счёт составил 36 единиц бронетехники противника.

### После войны

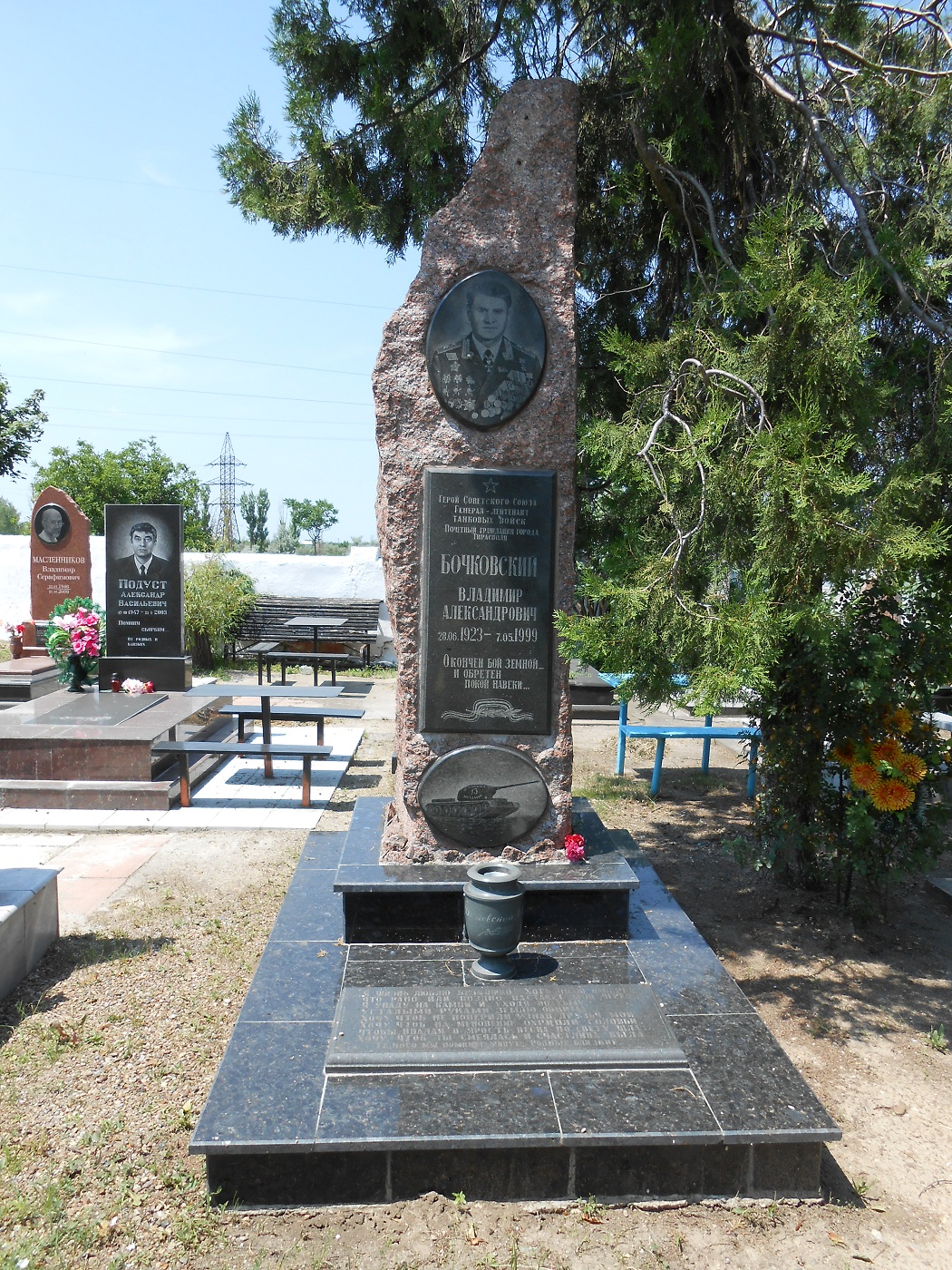
Аллея Славы в Тирасполе

Из госпиталя вышел только в ноябре 1945 года. После войны служил в Советской Армии. С 1945 года командовал танковым батальоном в той же 1-й гвардейской танковой бригаде (с августа 1946 – 1-й гвардейский танковый полк 8-й гвардейской механизированной дивизии). В 1949 году окончил Высшую офицерскую школу бронетанковых и механизированных войск в Ленинграде. В 1950 году командовал танковым батальоном 98-го гвардейского тяжёлого танко-самоходного полка 1-й танковой дивизии, в том же году направлен на учёбу в академию.
В 1954 году окончил Военную академию бронетанковых войск Советской Армии имени И. В. Сталина. С декабря 1954 года командовал 375-м танковым полком в 69-й механизированной дивизии, с августа 1955 – 175-м танковым полком 25-й танковой дивизии в 4-й гвардейской механизированной армии. С октябре 1956 года – заместитель командира 9-й танковой дивизии, с февраля 1958 – заместитель командира 13-й танковой дивизии. С марта 1959 по август 1962 года – командир 13-й тяжёлой танковой дивизии.
В 1964 году окончил Военную академию Генерального штаба ВС СССР. С июля 1964 – заместитель командующего по боевой подготовке – начальник отдела боевой подготовки 5-й гвардейской танковой армии в Белорусском военном округе. С апреля 1966 – заместитель начальника управления боевой подготовки Главного управления боевой подготовки Сухопутных войск СССР. С мая 1970 года - заместитель командующего по боевой подготовке – начальник отдела боевой подготовки Северной группы войск, с августа 1976 года – на такой же должности в штабе Северо-Кавказского военного округа.
С апреля 1980 года генерал-лейтенант танковых войск В. А. Бочковский — в отставке. Жил в городе Тирасполь, работал в ветеранских организациях, занимался вопросами увековечения памяти павших. Активно поддерживал создание Приднестровской Молдавской Республики.
Скончался 7 мая 1999 года. Похоронен в Тирасполе, на аллее Славы кладбища «Дальнее».

## Воинские звания
- лейтенант (29.05.1942);
- старший лейтенант (21.02.1943);
- капитан (3.12.1943);
- майор (5.03.1946);
- подполковник (8.4.1950);
- полковник (18.12.1954);
- генерал-майор танковых войск (9.05.1961);
- генерал-лейтенант танковых войск (27.10.1977).

## Награды и звания
Советские государственные награды и звания:
- Герой Советского Союза (26 апреля 1944[8], медаль «Золотая Звезда» № 2409)
- орден Ленина (26 апреля 1944[8])
- орден Красного Знамени (15 июля 1943[6])
- орден Суворова III степени (17 февраля 1945[9])
- орден Богдана Хмельницкого III степени (8 июня 1945[11])
- два ордена Отечественной войны I степени (4 октября 1944[12], 11 марта 1985)
- три ордена Красной Звезды (8 февраля 1944[13], ...)
- орден «За службу Родине в Вооружённых Силах СССР» III степени
- медали, в том числе:
  - медаль «За отвагу» (25 января 1943)[5]
- ордена и медали иностранных государств

## Память

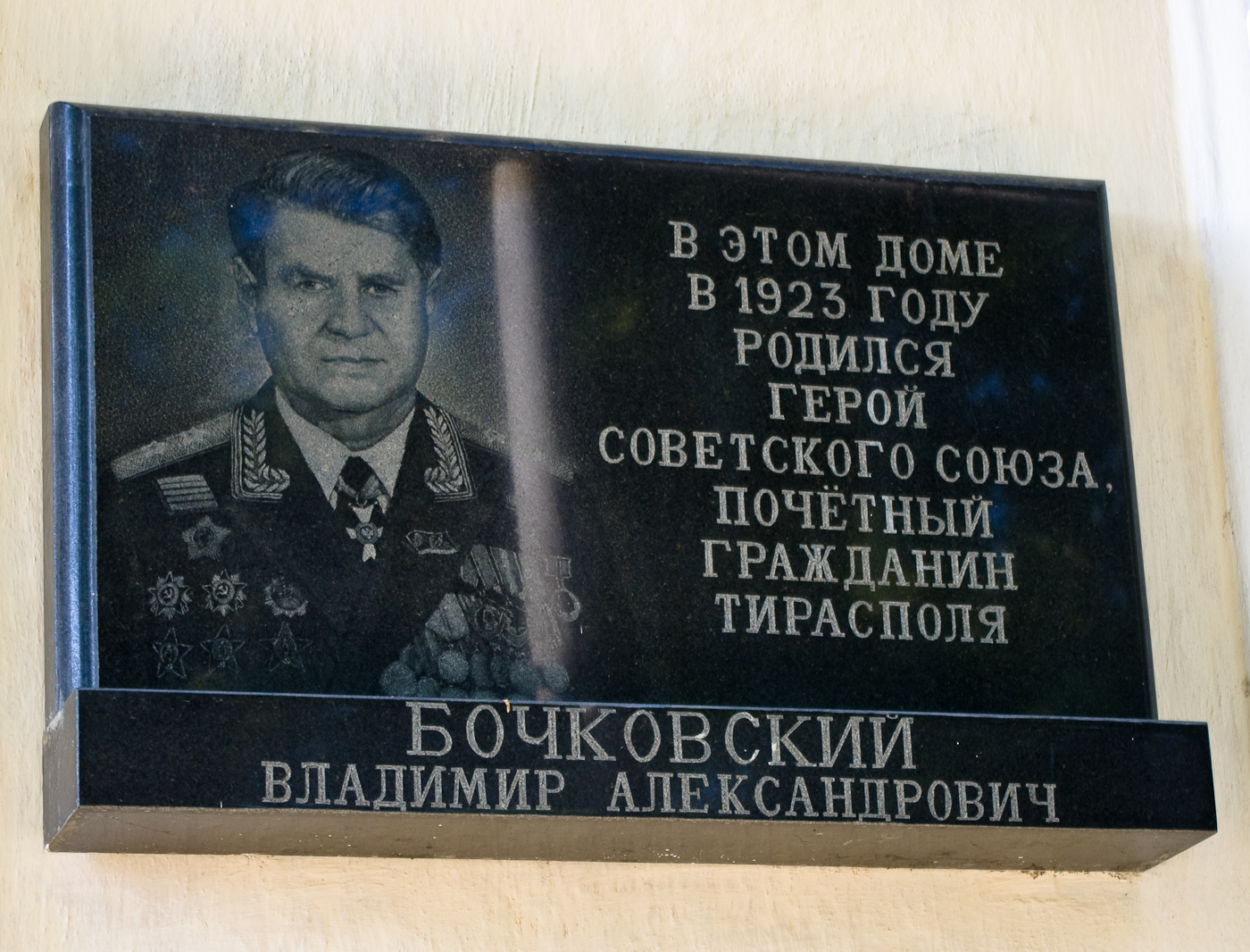
Памятная доска в Тирасполе

Почётный гражданин городов Тирасполь (Приднестровье), Строитель Белгородской области и посёлка Яковлево Белгородской области, украинских городов Чортков (Тернопольская область), Коломыя (Ивано-Франковская область), польских городов Болеславец, Бялогард, Нове-Място, Лодзь, также Лодзинского воеводства Польши и Резинского района Молдовы.
В Тирасполе в его честь назван переулок, а на доме, где он жил, установлена мраморная мемориальная доска.

## Оценки и мнения
По рассказам жены Нины Бочковской, «Владимир Александрович был человеком очень целеустремлённым, несгибаемой воли. Так, даже тяжёлое ранение в бедро и суровый приговор врачей — комиссовать немедленно — не могли остановить героя и заставить его остаться в тылу. После перенесённой операции (одна нога стала короче другой на 4 см и не сгибалась в колене), он не мог залезть в танк и воевал на броне.»

Отец перенёс семнадцать операций. Чтобы не комиссовали из армии (особенно после последнего ранения, когда его признали негодным к военной службе по всем статьям), он трижды «терял» медицинские книжки.
— А. В. Бочковский, Воспоминание об отце.

…отец очень критично воспринял известный эпизод в фильме «Освобождение», когда два горящих танка, наш и немецкий, с разных сторон съезжают в реку, из них выскакивают танкисты и вступают в рукопашную схватку. Он несколько раз был свидетелем похожих эпизодов, но все происходило совсем не так — танкисты, не глядя друг на друга, тушили свои машины и, не стреляя, разъезжались в противоположные стороны.
— Надо знать психологию танкиста, — говорил он. А для этого надо хоть раз гореть в танке, тогда все поймешь, и не будешь снимать, писать и говорить глупости.
— А. В. Бочковский, Воспоминание об отце.

## Семья
Отец — Александр Владимирович Бочковский, кондитер, во время немецкой оккупации был угнан на работы в Германию (город Дармштадт). Мать — Клавдия Ивановна, занималась домашним хозяйством. Брат — Анатолий.
Жена — Нина Бочковская. Сын — Александр Владимирович Бочковский, полковник, старший офицер Генштаба Российской армии.